# Patrocínio (Minas Gerais)
Patrocínio, amtlich portugiesisch Município de Patrocínio, ist eine Stadt im Westen des Bundesstaats Minas Gerais in Brasilien. Bei der Volkszählung im Jahr 2022 war die Einwohnerzahl 89.826. Im Jahr 2024 wurde sie auf 93.852 Einwohner geschätzt.

## Etymologie
Wörtlich übersetzt bedeutet Patrocínio Schirmherrschaft (siehe Patrozinium).
Der Name der Stadt geht angeblich auf einen sehr reichen Großgrundbesitzer zurück, der der Legende nach, als er seine einzige Tochter schwer erkrankt sah, die Jungfrau Maria um Schutz bat und ihr den Bau einer Kapelle versprach, wenn das Mädchen geheilt würde. Als dies geschah, ließ er eine Kirche errichten und gab ihr den Namen Nossa Senhora do Patrocínio, was „Schutz“ bedeutet.

## Geschichte
Die Ursprünge der Region gehen auf die Bandeirantes zurück, Entdecker während der portugiesischen Kolonialzeit, die auf der Suche nach Gold und Sklaven auf dem Weg zur Hauptstadt Goiás hier vorbeikamen. Im Jahr 1771 beauftragte der Conde de Valadares, Generalkapitän von Minas Gerais, Inácio de Oliveira Campos mit Erkundungen und Ausgrabungen in der Region.
Im Jahr 1773 gründete er im Tal des Rio Dourados eine Ranch namens Bromado dos Pavões. Diese kleine Siedlung wurde Teil der Capitania von Goiás und der Name wurde später in Salitre geändert.
Im Jahr 1793 kamen die ersten Siedler und im Jahr 1800 wurde die erste Kapelle gebaut. Zu dieser Zeit war die Siedlung nur ein „arraial“, ein Dorf, und hieß Senhora do Patrocínio.
Im Jahr 1819 gab es etwa 40 Häuser aus Lehm (Lehmziegeln) und Holz, die mit Ziegeln bedeckt und unverputzt waren. Am 9. März 1839 wurde die Gemeinde gegründet und der erste Pfarrer ernannt. Am 7. April 1842 wurde Nossa Senhor do Patrocínio zur Gemeinde erklärt und damit von Araxá abgetrennt. Im Jahr 1858 wurde ein Teil der Gemeinde in Estrela do Sul umgewandelt. Im Jahr 1868 erfolgte eine weitere Abtrennung zur Gründung von Patos de Minas.

## Geografie
Die Stadt befindet sich in der Mesoregion Triângulo Mineiro/Alto Paranaíba und in der Mikroregion Patrocínio. Sie ist Teil der unmittelbaren Region Patrocínio, die zur geografischen Zwischenregion Patos de Minas gehört.
Die Stadt liegt auf der Verbindungsstrecke von Uberlândia nach Patos de Minas an der BR-365 im Norden des Triângulo Mineiro, dem Bergbau-Dreieck, einer landwirtschaftlich und industriell gut erschlossenen Region des Landes. Die Entfernung nach dem Wirtschaftszentrum Uberlândia im Westen beträgt ca. 150 km, Patos de Minas, die Mais-Hauptstadt Brasiliens liegt etwa 75 km nordöstlich.

### Gebirge von Patrocínio
Östlich von Patrocínio befindet sich ein großes, erhöhtes Gebiet namens Serra Negra, das lokal auch als Chapadão de Ferro bekannt ist. Die Serra Negra entstand durch vulkanische Aktivität, die vor etwa 90 Millionen Jahren eine mehr als 10 Kilometer lange Intrusion von Vulkangestein erzeugte.
Die gleiche vulkanische Aktivität war auch für die Entstehung der Gebirgszüge Salitre 1, 2 und 3 verantwortlich.

### Krater
Im Osten gibt es einen Krater (Cratera de Patrocínio) mit 16 km Durchmesser, der die Vermutung eines Meteoriteneinschlags zulässt.

## Klima
Nach Angaben des Nationalen Meteorologischen Instituts (INMET) für den Zeitraum 1974 bis 1994 lag die niedrigste in Patrocínio gemessene Temperatur bei 0,2 °C am 21. Juli 1981, die höchste bei 35,4 °C am 18. Oktober 1986. Die höchste Niederschlagsmenge innerhalb von 24 Stunden war 153,5 mm am 17. Dezember 1978. Andere große Niederschlagsmengen waren 129,2 mm am 13. November 1976 und 110,4 mm am 5. März 1988.

## Mobilität

### Eisenbahn
Die wichtigsten Eisenbahnstrecken, die durch die Gemeinde führen, sind die Stammstrecke der ehemaligen Rede Mineira de Viação und die Araguari-Variante der ehemaligen Rede Ferroviária Federal (RFFSA), wo sie sich treffen und den Güterverkehr in der Region abwickeln. Der Personenverkehr in der Stadt ist seit 1989 eingestellt worden.

### Flughafen
Am Nordrand der Stadt gibt es einen Flughafen.

## Söhne und Töchter
- Almir Marques Ferreira (1911–1984), römisch-katholischer Geistlicher, Bischof von Uberlândia
- Paulo Sérgio Machado (1945–2024), römisch-katholischer Geistlicher, Bischof von São Carlos